# Organització territorial del Iemen

Mapa de les governacions del Iemen

Iemen s'organitza territorialment en vint governacions o muhàfadhes i una municipalitat. La darrera modificació d'aquesta divisió va tenir lloc al febrer de 2004, quan es va crear la municipalitat d'Amanah al-'Asmah, que correspon a la zona capital del país, així com la nova governació de Raymah.
Al seu torn, les governacions estan dividides en 333 districtes, que s'organitzen en 2.210 subdistrictes. En una darrera escala, el país té 38.284 municipis, xifra que no s'ha modificat des de 2001.
Abans de 1990, l'administració territorial del Iemen era diferent als dos estats en què s'organitzava el territori.

## Llista de governacions i capitals
| Governació (muhàfadha) | Superfície (km²) | Població (2004) | Capital    |
| ---------------------- | ---------------- | --------------- | ---------- |
| Abyan                  | 20.380           | 433.819         | Zinjibar   |
| 'Adan                  | 825              | 589.419         | Aden       |
| Ad Dali'               | 4.448            | 470.564         | Ad Dali'   |
| Al Bayda'              | 10.487           | 577.369         | Al Bayda   |
| Al-Hudayda             | 15.407           | 2.157.552       | al-Hudayda |
| Al Jawf                | 46.170           | 443.797         | Al Jawf    |
| Al Mahrah              | 78.073           | 88.594          | Al Ghaydah |
| Al Mahwit              | 2.452            | 494.557         | Al Mahwit  |
| Amanat Al Asimah       | 126              | 1.747.834       | Sanà       |
| Amran                  | 9.013            | 877.786         | Amran      |
| Dhamar                 | 8.705            | 1.330.108       | Dhamar     |
| Hadramaut              | 195.626          | 1.028.556       | Al Mukalla |
| Hajjah                 | 9.376            | 1.479.568       | Hajjah     |
| Ibb                    | 6.031            | 2.131.861       | Ibb        |
| Lahij                  | 14.003           | 722.694         | Lahij      |
| Ma'rib                 | 19.529           | 238.522         | Marib      |
| Raymah                 | 2.239            | 394.448         | Raymah     |
| Sa'dah                 | 14.364           | 695.033         | Sa'dah     |
| Sana'a                 | 13.730           | 919.215         | Sanà       |
| Xabwa                  | 45.519           | 470.440         | Ataq       |
| Ta'izz                 | 11.573           | 2.393.425       | Ta'izz     |